# Xã Saline, Quận Hempstead, Arkansas
Xã Saline (tiếng Anh: Saline Township) là một xã thuộc quận Hempstead, tiểu bang Arkansas, Hoa Kỳ. Năm 2010, dân số của xã này là 712 người.